# Dietmar Gubsch
Dietmar Gubsch (* 11. Dezember 1941 in Bischofswerda) ist ein deutscher Künstler. Sein Atelier befindet sich in Burkhardswalde bei Weesenstein und sein Wohnort in Dresden.

## Leben
Gubsch besuchte von 1958 bis 1961 die Arbeiter- und Bauernfakultät für bildende Kunst in Dresden und erwarb das Abitur. Danach leistete er Wehrdienst in der NVA. Von 1963 bis 1968 studierte er an der Hochschule für Bildende Künste in Dresden bei Heinz Lohmar und Alfred Hesse. Als Student bekam er 1967 im Außenbereich die Möglichkeit für ein großflächiges Wandbild in einer aufwendigen Sgraffito-Technik aus mehreren Putzfarbschichten in Dresden an der Zentrale des ehemaligen Forschungsinstitut für Arbeit der DDR. Das Werk thematisiert in drei Bereichen Technologie, Arbeit und Freizeit. Der Stil dieser Arbeit erinnert das kubistische Schaffen des spanischen Künstlers Pablo Picasso. Man sei sich darüber einig gewesen, dass das Werk erhalten werden soll. Dank des Dresdner Heimatforschers Mathias Körner konnte das Werk in letzter Minute den Status eines Kulturdenkmals erlangen. Kurz vor der Unterschutzstellung im Jahr 2013 war geplant die Wand für eine Fensteröffnung im Rahmen von Sanierungsarbeiten zu durchbrechen. In der Folge erhielt Dietmar Gubsch 45 Jahre nach seinem Schaffen den Auftrag zur Restauration seines Frühwerkes.
1969/70 war er Aspirant bei Gerhard Bondzin in Dresden und anschließend in Dresden freischaffend tätig. Er war bis 1990 Mitglied des Verbands Bildender Künstler der DDR.
Bis 1991 ist die künstlerische Tätigkeit wesentlich durch architekturbezogene Arbeiten geprägt (Wandgestaltungen, Brunnen, Plastiken, Bildreihen und Grafik). Beispielhaft hierfür ist das Werk WASSERWELT (1988/89, Dresden Gorbitz) oder die historischen Tapeten im Schloss Moritzburg bei Dresden. Durch die politischen Veränderungen auf dem Gebiet der DDR kam in den folgenden zwei Jahrzehnten nach 1989 zu Eigentümerwechsel und einem moralischen Verschleiß vor allem bezüglich der in der DDR geschaffenen Architektur und Kunst. Dem einhergehend gingen viele seiner Werke verloren.
Ab den 1990er Jahren fand Gubsch sein Schaffen in der Bildhauerei und der Darstellungen von Raumüberlagerungen mit symbolischen Landschaften, Künstlerbüchern und Säulenobjekten Ausdruck. Er legte seinem Schwerpunkt auf die Malerei einer phantastischen- surrealen Welt raumillusionistischer Konzeptionen mit einer streng konstruktiven Bildsprache. Von 1991 bis 2000 war Gubsch Leiter des Kulturamts, später Sachgebietsleiter, im Landkreis Sächsische Schweiz.

## Weitere Werkbeispiele
- Wofür – wogegen (1984, Zyklus von vier Offset-Lithografien, 50 × 42 cm)

## Ausstellungen (unvollständig)

### Einzelausstellungen
- 1982: Rossendorf, Zentralinstitut für Kernforschung
- 2005 und 2015 Pirna

### Teilnahme an zentralen und wichtigen regionalen Ausstellungen in der DDR
- 1972, 1974, 1979 und 1985  Bezirkskunstausstellung, Dresden
- 1974/1975  Junge Künstler der DDR, Frankfurt/Oder
- 1977/1978 VIII. Kunstausstellung der DDR, Dresden
- 1981 Kunstausstellung Kühl, Dresden
- 1981 Kunstausstellung 25 Jahre NVA, Dresden
- 1982 und 1986  DDR-Miniaturen, Fürstenwalde
- 1983 Kunst und Sport, Leipzig

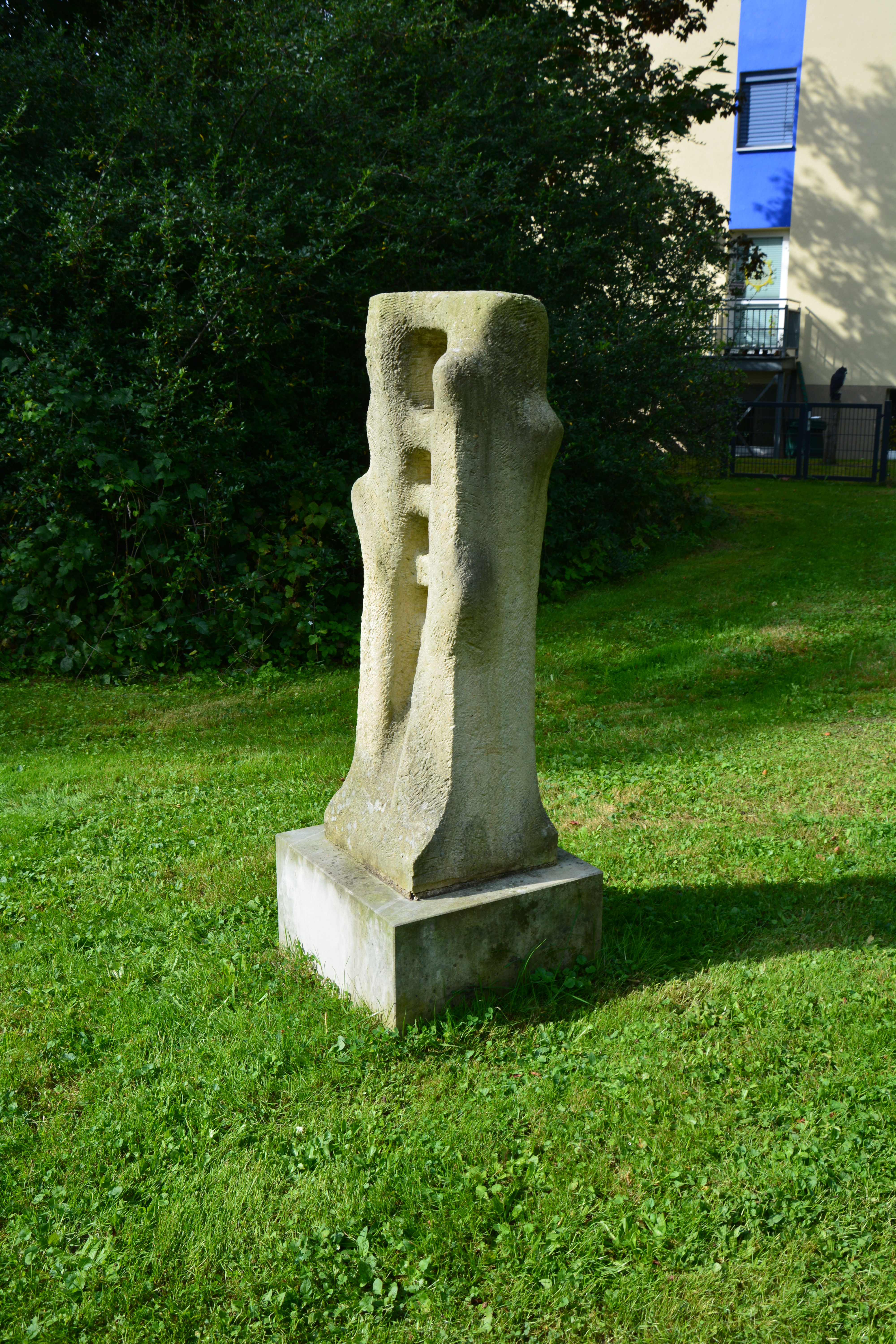
Plastik mit Durchbrüchen, 2016

- 1986 Soldaten des Volkes – dem Frieden verpflichtet. Kunstausstellung zum 30. Jahrestag der Nationalen Volksarmee, Cottbus, Staatliche Kunstsammlungen

## Museen und öffentlichen Sammlungen mit Werken Gubschs (unvollständig)
- Beeskow: Kunstarchiv Beeskow
- Dresden: Galerie Neue Meister[2]
- Dresden: Sächsischer Kunstfonds[2]